# Tregnago
Tregnago é uma comuna italiana da região do Vêneto, província de Verona, com cerca de 4.897 habitantes. Estende-se por uma área de 37 km², tendo uma densidade populacional de 132 hab/km². Faz fronteira com Badia Calavena, Cazzano di Tramigna, Illasi, Mezzane di Sotto, San Giovanni Ilarione, San Mauro di Saline, Verona, Vestenanova. Muitos judeus sefaraditas, com o intuito de escapar das perseguições, mudaram seus sobrenomes, adotando o da comune italiana. Destes, vários imigraram para o Brasil, fixando-se principalmente na região sul do país.

## Demografia
| Variação demográfica do município entre 1861 e 2011                               |
|                                                                                   |
| Fonte: Istituto Nazionale di Statistica (ISTAT) - Elaboração gráfica da Wikipedia |